# Hans Baumgartner
Hans Baumgartner (República Federal Alemana, 30 de mayo de 1949) es un atleta alemán retirado, especializado en la prueba de salto de longitud en la que llegó a ser subcampeón olímpico en 1972.

## Carrera deportiva
En los JJ. OO. de Múnich 1972 ganó la medalla de plata en el salto de longitud, con un salto de 8.18 metros, siendo superado por el estadounidense Randy Williams (oro con 8.24 m) y por delante de otro estadounidense Arnie Robinson (bronce con 8.03 m).